# Wapen van Sint Kruis

Wapen van voormalige gemeente Sint Kruis

Het wapen van Sint Kruis werd op 8 december 1819 aan de gemeente Sint Kruis toegekend. Het wapen werd tot 1970 door de gemeente gebruikt. In dat jaar is de gemeente opgeheven. 
Vergelijkbare wapens komen in de omgeving van Sint Kruis meer voor. Die gemeentes behoorden tot het Vrije van Sluis. Alle gemeentes hebben hetzelfde wapen overgenomen met kleine aanpassingen erin om toch onderscheidende wapens te hebben. Sint Kruis had als verschil de kruisjes aan weerszijden van de schuine balk. Het enige wapen zonder aanpassingen is het wapen van Groede, Groede heeft het wapen van het Vrije in ongewijzigde vorm overgenomen.

## Blazoen
De beschrijving van het wapen van Sint Kruis luidde als volgt:
In zilver een schuinbalk van azuur, vergezeld van twee breedarmige kruisjes van sabel ter weerszijden van de balk.
In de heraldiek spreekt men over azuur bij de kleur blauw. De schuine balk over het witte wapen heeft aan weerszijden een zwart kruis. Deze kruizen hebben armen die aan de uiteinden dikker zijn dan in het centrum. 

## Verwante wapens
De volgende wapens zijn verwant aan het wapen van Groede:

Het wapen van Cadzand
Het wapen van Groede
Het wapen van Heille
Het wapen van Oostburg uit 1971
Het wapen van Retranchement
Het wapen van Schoondijke
Het wapen van waterschap Het Vrije van Sluis
Het wapen van Zuidzande

Aagtekerke
· Aardenburg
· Arnemuiden
· Axel
· Baarland
· Bath
· Biervliet
· Biggekerke
· Bloois
· Bommenede
· Borssele
· Boschkapelle
· Botland
· Breskens
· Brigdamme
· Brijdorpe
· Brouwershaven
· Bruinisse
· Burgh
· Buttinge
· Cadzand
· Clinge
· Colijnsplaat
· Domburg
· Dreischor
· Driewegen
· Duiveland
· Duivendijke
· Elkerzee
· Ellemeet
· Ellewoutsdijk
· Eversdijk
· Gapinge
· Graauw en Langendam
· 's-Gravenpolder
· Grijpskerke
· Groede
· Haamstede
· 's-Heer Abtskerke
· 's-Heer Arendskerke
· 's-Heer Hendrikskinderen
· 's-Heerenhoek
· Heille
· Heinkenszand
· Hengstdijk
· Hoedekenskerke
· Hoek
· Hontenisse
· Hoofdplaat
· Hoogelande
· IJzendijke
· Kapelle
· Kats
· Kattendijke
· Kerkwerve
· Klaaskinderkerke
· Kleverskerke
· Kloetinge
· Koewacht
· Kortgene
· Koudekerke
· Krabbendijke
· Kruiningen
· Looperskapelle
· Maire
· Mariekerke
· Meliskerke
· Middenschouwen
· Nieuw- en Sint Joosland
· Nieuwerkerk
· Nieuwerkerke
· Nieuwlande
· Nieuwvliet
· Nisse
· Noordgouwe
· Noordwelle
· Oostburg
· Oosterland
· Oostkapelle
· Oost-Souburg
· Oost- en West-Souburg
· Ossenisse
· Oud-Vossemeer
· Oudelande
· Ouwerkerk
· Overslag
· Ovezande
· Philippine
· Poortvliet
· Renesse
· Rengerskerke en Zuidland
· Retranchement
· Rilland
· Rilland-Bath
· Ritthem
· Sas van Gent
· Scherpenisse
· Schoondijke
· Schore
· Serooskerke (Schouwen-Duiveland)
· Serooskerke (Veere)
· Sinoutskerke en Baarsdorp
· Sint Anna ter Muiden
· Sint-Annaland
· Sint Jansteen
· Sint Kruis
· Sint Laurens
· Sint-Maartensdijk
· Sint Philipsland
· Sirjansland
· Sluis
· Sluis-Aardenburg
· Stavenisse
· Stoppeldijk
· Valkenisse (Walcheren)
· Valkenisse (Zuid-Beveland)
· Vogelwaarde
· Vrouwenpolder
· Waarde
· Waterlandkerkje
· Wemeldinge
· West-Souburg
· Westdorpe
· Westenschouwen
· Westerschouwen
· Westkapelle
· Westkapelle-Buiten en Sirpoppekerke
· Westkerke
· Wissekerke
· Wissenkerke
· Wolphaartsdijk
· Yerseke
· Zaamslag
· Zierikzee
· Zonnemaire
· Zoutelande
· Zuiddorpe
· Zuidzande
· Zwake

Dorpswapens: Geersdijk
· Hansweert
· Kamperland